# Batuna Dua
Batuna Dua is een bestuurslaag in het regentschap Tapanuli Utara van de provincie Noord-Sumatra, Indonesië. Batuna Dua telt 1229 inwoners (volkstelling 2010).